# Veronica Offside
Veronica Offside was een Nederlands televisieprogramma van Talpa Network dat werd uitgezonden op Veronica. Het was de officiële opvolger van Veronica Inside.
Nadat Veronica Inside Vandaag Inside werd en meer onderwerpen ging bespreken dan de hoofd- en randzaken bij het voetbal, wilde Talpa Network een nieuw voetbalpraatprogramma. Ruim een halfjaar na het stoppen van VI werd Veronica Offside aangekondigd. Wilfred Genee keerde terug als presentator van een praatprogramma op Veronica, ditmaal niet met Johan Derksen en René van der Gijp als vaste gasten, maar met Wesley Sneijder, Andy van der Meijde en Wim Kieft als vaste wisselende gasten. In het programma kwamen ook diverse deskundigen aan het woord. De deskundigen zaten dan niet aan tafel, maar kregen een plaats tussen het publiek.
Evenals Veronica Inside en Vandaag Inside moest Veronica Offside een laagdrempelig programma zijn waar het laatste voetbalnieuws en de wedstrijden op een luchtige manier besproken werd en waar er ruimte was voor een grap, net als in de voetbalkantine.

## Geschiedenis
Al sinds 2001 is Wilfred Genee te zien met een voetbalpraatprogramma. Vele jaren deed hij dat samen met Johan Derksen en René van der Gijp. Eerst met Voetbal Inside op RTL 7 en later met Veronica Inside op Veronica. In januari 2022 begonnen Genee, Derksen en Van der Gijp een nieuw, dagelijks programma op SBS6, waarmee Veronica een van haar belangrijkste programma's verloor. Met de introductie van Veronica Offside en de aanstelling van Genee als presentator van dat programma – wat hij zou gaan combineren met Vandaag Inside – hoopt Talpa Network weer een sterk programma te hebben gecreëerd dat de kijkcijfers van Veronica omhoog zal helpen. Concurrent RTL ging diezelfde week ook met een voetbalpraatprogramma van start, VTBL, maar dat legde het al snel af tegen Veronica Offside.
Het programma ging op 15 augustus 2022 van start en werd oorspronkelijk uitgezonden op de maandagavond en vrijdagavond. Sinds 7 april 2023 wordt het programma alleen nog op de maandagavond uitgezonden, dit doordat Vandaag Inside op vrijdagavond langere uitzendingen toegewezen kreeg en Wilfred Genee deze ook presenteert.Het programma scoorde echter zeer lage kijkcijfers, waardoor Talpa na drie seizoenen besloot om te stoppen met het programma. De lage kijkcijfers werden veroorzaakt door het feit dat in 2024 bij SBS6 het programma De Oranjezondag startte op de zondagavond. Hierdoor hadden de kijkers geen behoefte meer aan een voetbaltalkshow op de maandagavond met als gevolg dat ze massaal afhaakten.

## Samenstelling
Presentator:
- Wilfred Genee (2022–2024)

Vaste gasten:
- Andy van der Meijde (2022–2024)
- Wesley Sneijder (2022–2024)
- Wim Kieft (2022–2024)

Wisselende gasten:
- Dick Advocaat (2022–2024)
- Jan Boskamp (2022–2024)
- John de Bever (2022–2024)
- Erik Dijkstra (2022–2024)
- Kees Jansma (2022–2024)
- Martijn Krabbendam (2022–2024)

Verslaggever:
- Tom Staal (2022–2024)